# Трояни (Диканська селищна громада)
Трояни —  село в Україні, у Диканській селищній громаді Полтавського району Полтавської області. Населення становить 21 осіб. До 2020 орган місцевого самоврядування — Диканська селищна рада.

## Географія
Село Трояни знаходиться на правому березі річки Вільхова Говтва, вище за течією на річці велике Троянівське водосховище, нижче за течією примикає село Василівка. 

## Історія
12 червня 2020 року, відповідно до розпорядження Кабінету Міністрів України № 721-р «Про визначення адміністративних центрів та затвердження територій територіальних громад Полтавської області», село увійшло до складу Диканської селищної громади.
19 липня 2020 року, в результаті адміністративно - територіальної реформи та ліквідації Диканського району, село увійшло до складу новоутвореного Полтавського району.

## Економіка
- ФГ «Трояни».

## Сучасний стан
Корінних мешканців майже не лишилося. В основному - дачні поселення. На березі Троянівського водосховища діє база відпочинку «Чиста хвиля», де можна порибалити і покататися на човнах.